# François de La Grange d'Arquian
Pour les articles homonymes, voir Lagrange et Arquian.
 (août 2015).
François de La Grange d'Arquian, dit le « maréchal de Montigny », né vers 1554 et mort le 9 septembre 1617, seigneur de Montigny et de Séry, baron des Aix en Berry, est un militaire français.

## Biographie
Fils de Charles de La Grange et de Louise de Rochechouart, François de La Grange est élevé auprès du roi Henri III, qui l'honore de sa bienveillance. 
Il est successivement gentilhomme ordinaire de la Chambre du roi de France, capitaine de cent gentilshommes de sa Maison et des gardes de la porte, premier Maître d'hôtel, gouverneur du Berry, de Blois, de Dunois, de Vendôme et de Gien, chevalier du Saint-Esprit en 1595, mestre de camp général de la cavalerie légère, gouverneur de Metz, Toul et Verdun, et maréchal de France.

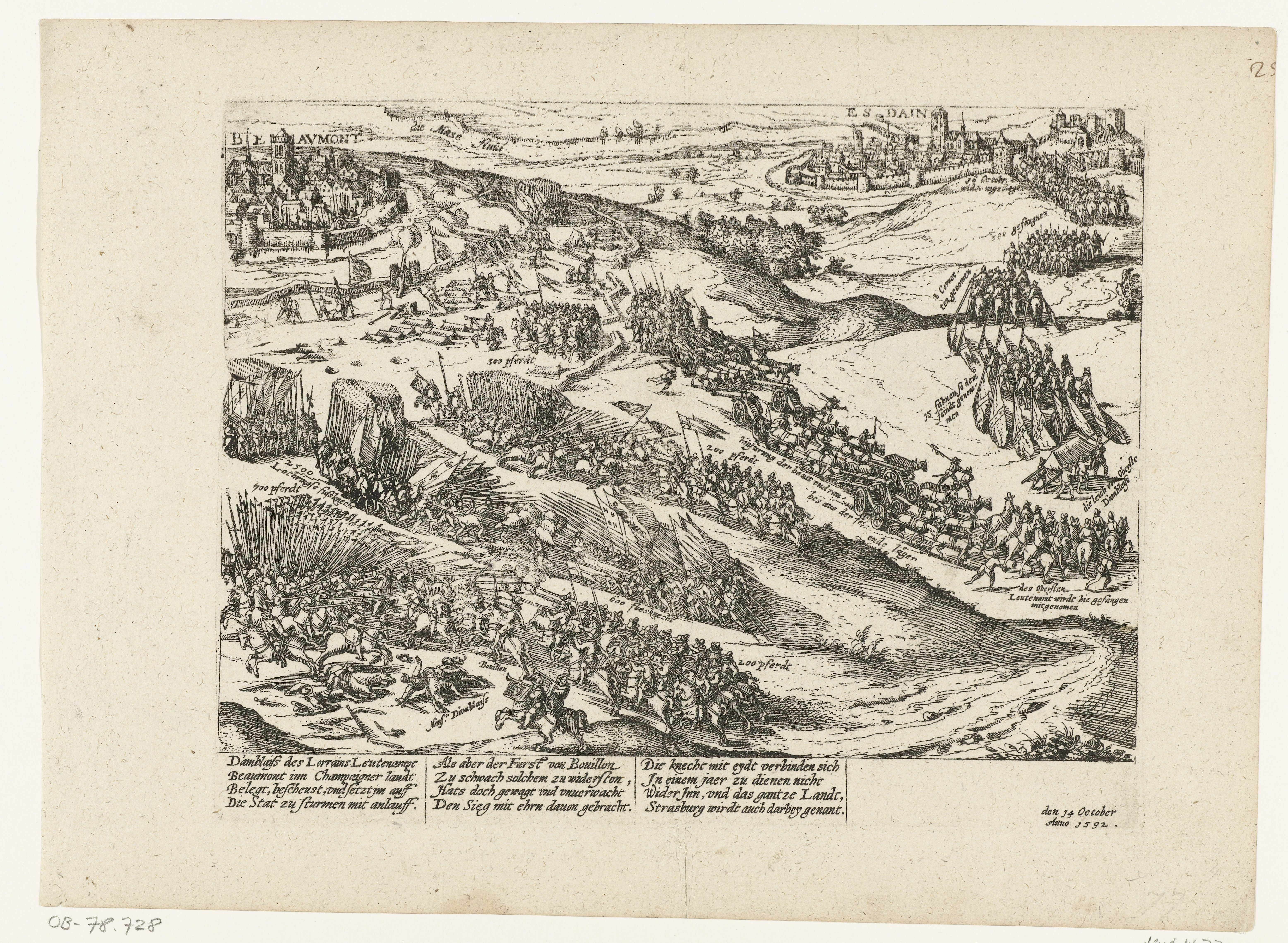
Les royalistes font lever le siège de Beaumont (1592)

Actif du côté royaliste pendant les Guerres de la Ligue, il combat les ligueurs avec l'aide de son frère cadet Antoine de La Grange d'Arquien.
Il se signale à la bataille de Coutras, où il commande une compagnie de gendarmes, et est pris par le roi de Navarre, qui le renvoie généreusement.
Depuis il sert en diverses autres occasions, fait lever le siège d'Aubigny à M. de La Châtre en 1591, sert à celui de Rouen (décembre 1591 - mai 1592), puis le 5 février 1592 il était au combat d'Aumale et en octobre 1592 au siège de Beaumont, et aussi à la journée de Fontaine-François en 1595. Il commande la cavalerie légère en 1597 au siège d'Amiens, est fait maréchal de France le 14 septembre 1615 par le roi Louis XIII. 

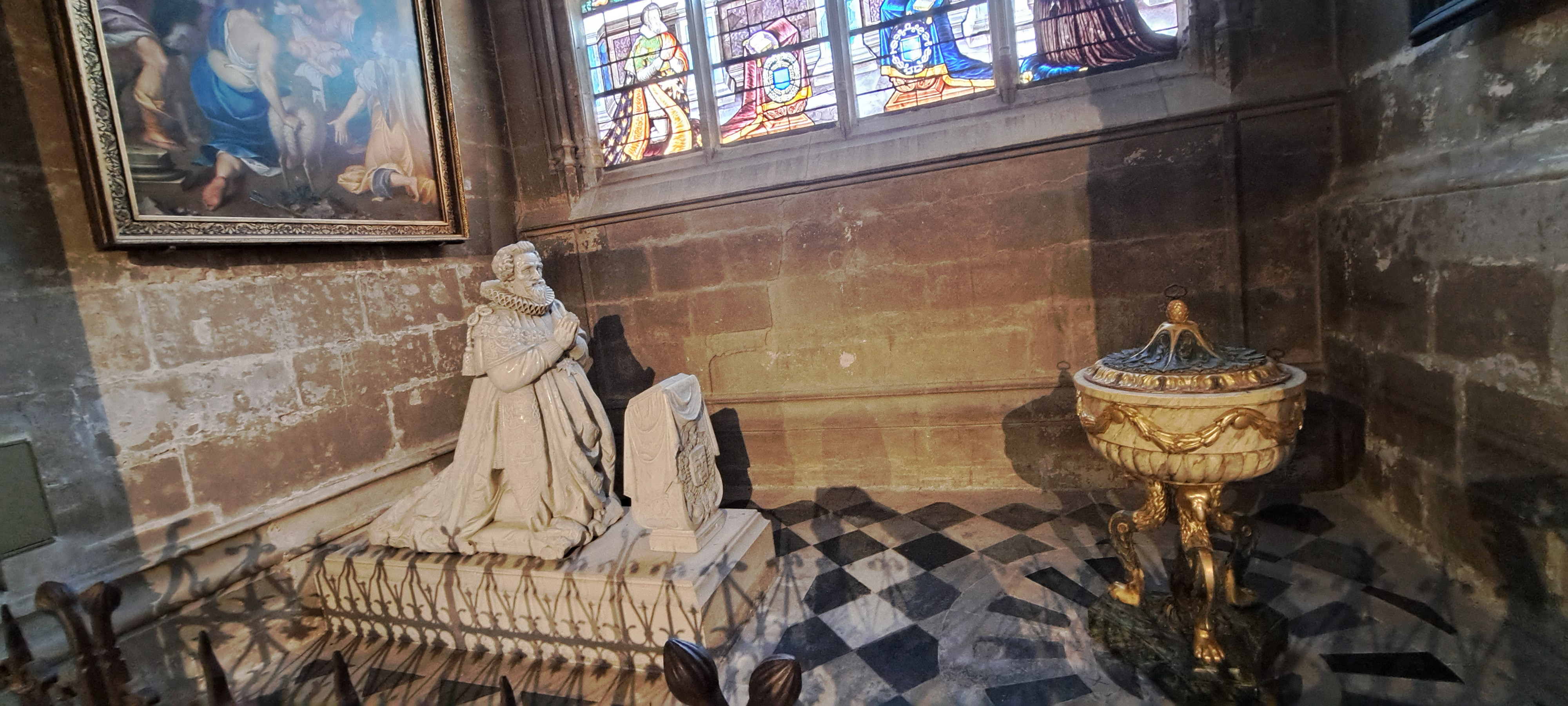
Tombe de François de la Grange en la Cathédrale Saint-Etienne de Bourges

Il meurt le 9 septembre 1617, âgé de 63 ans. Son corps est enterré dans la chapelle de la 
Cathédrale Saint-Étienne de Bourges. 

Son épouse, Gabrielle de Crevant, lui survit jusqu'en 1643.

## Union et descendance
Marié le 1er août 1582, Fontainebleau (77300),  avec Gabrielle de CRÉVANT ca 1562-1643 (Geneanet)

## Armoiries
| Figure | Nom du prince et blasonnement           |
|        | D'azur, à trois ranchiers (cerfs) d'or. |

### Source et bibliographie
- Louis Moréri, Le grand dictionnaire historique : ou le mélange curieux de l'histoire sacrée et profane qui contient en abrégé l'histoire fabuleuse des Dieux et des Héros de l'Antiquité Payenne, les vies et les actions remarquables des Patriarches [...], l'établissement et le progrès des Ordres Religieux et Militaires et la vie de leurs Fondateurs, les généalogies [...], la description des Empires Royaumes [...], l'histoire des conciles généraux et particuliers sous le nom des lieux où ils ont été tenus [...], vol. 4, Chez Brunel, 1740 (lire en ligne)
- Geneanet, lien vers l'Etude sur les familles "notables" issues de la région d'Annonay en Ardèche, (de Montgolfier, Balaÿ, Seguin, Mignot, etc...) et lien éventuel avec St Louis IX